# Elmentem a Nap után
Az Elmentem a Nap után (oroszul: Человек идёт за солнцем) a szovjet újhullám egyik különleges filmje. Látszólag gyerekfilm, vagyis teljes élményt nyújt a kisiskolásoknak is, ugyanakkor szimbolikája, embersége, gondolatisága igazán az erre érzékeny felnőtt számára válik érthetővé.
A film Moldáviában készült, a szomorúan változatos sorsú Mihail Kalik készítette. 1961-ben mutatták be. Emlékezetes sikert aratott többek között Magyarországon is.
A kora-hatvanas évek nem-sematikus szovjet filmjeinek egyike volt, az akkori gyerek-mozinézők egyik kedves, nehezen felejthető élménye. [...] Kalik, az orosz-zsidó filmes akkorra már túl volt a Gulagon, elvégezte a moszkvai főiskolát, az »Elmentem a Nap után« azonban ismét kegyvesztetté tette. Gyagya cenzorok szerint a kisfiú, midőn a napot követte – Nyugatra indult.

## Cselekmény
Egy kisfiúnak azt mondja a srácok közül valaki, hogy ha elindul a Nap után, körbejárhatja a Földet, és ugyanoda térhet vissza, ahonnan elindult.
A kisfiú elhatározza, hogy ellenőrzi ezt, és színes üvegcserepeken át nézve a Napot, a világot, bejárja a nagyvárost. A különös látásmód különös emberekkel hozza össze (egy boldog apa egy szülészetről, egy lány színes lufikkal, egy lottóárus, egy halálos trükköket bemutató motoros, egy teherautó sofőr, kőművesek, akik megvendégelik, egy haragos rendőr: „Ma a Nap után mész, holnapra  jegyüzér leszel...”, egy féllábú cipőtisztító, egy temetés, aranyhalak a szökőkútban, stb., stb...
Van mire rácsodálkozni. Végül ráesteledik. Rátalál egy katonazenész, és hazakíséri.